# The Polyphonic Spree
The Polyphonic spree (рус. Многозвучное веселье) — «люди в белых ночнушках».
Образованная в 2000 году в городе Даллас, штат Техас — это единственная настолько многолюдная группа в своем роде. Точное количество участников неизвестно. Основой коллектива послужила группа Tripping Daisy: после смерти гитариста Tripping Daisy от передозировки наркотиков, оставшиеся участники во главе с Тимом ДеЛотером (англ. Tim DeLaughter), решили собрать коллектив-оркестр, на тот момент в нём насчитывалось более 20 человек.
Стиль можно определить как Indie.
Множество людей в бесформенных балахонах, с тромбонами, флейтами, валторнами и пр. смотрятся очень эффектно. Что касается музыки, редко где можно услышать столько торжественного коллективного счастья. Сами The Polyphonic Spree называют себя «хоровой симфонической поп-группой».
Дебютный альбом группы — «The Beginning Stages Of…»
Автор песен — Тим ДеЛотер.

## Дискография и наиболее значительные достижения

### Альбомы
- The Beginning Stages of... (2002)
- Together We're Heavy (2004) #121 US, #1 Heatseekers Album Chart
- The Fragile Army (June 19, 2007) #113 US, #1 Heatseekers Album Chart, #21 U.K. Indie
- Live from Austin, TX (September 18, 2007)
- Yes, It's True (2013)